# Ischnophyllus
Ischnophyllus is een geslacht van rechtvleugeligen uit de familie sabelsprinkhanen (Tettigoniidae). De wetenschappelijke naam van dit geslacht is voor het eerst geldig gepubliceerd in 1891 door Redtenbacher.

## Soorten
Het geslacht Ischnophyllus omvat de volgende soorten:
- Ischnophyllus crassus Henry, 1932
- Ischnophyllus viridipennis Redtenbacher, 1891